# Semiothisa lindemannae
Semiothisa lindemannae är en fjärilsart som beskrevs av Fletcher 1958. Semiothisa lindemannae ingår i släktet Semiothisa och familjen mätare. Inga underarter finns listade i Catalogue of Life.